# Andy Johnson (baloncestista)
Andrew "Andy" Johnson jr. (Los Ángeles, California,  8 de noviembre de 1932-30 de agosto de 2002) fue un jugador de baloncesto estadounidense que disputó cuatro temporadas en la NBA, además de jugar en la ABL y la EPBL. Con 1,96 metros de estatura, jugaba en la posición de alero.

## Trayectoria deportiva

### Universidad
Jugó en su etapa universitaria con los Pilots de la Universidad de Portland.

### Profesional
Comenzó su andadura profesional en el equipo de exhibición de los Harlem Globetrotters, hasta que en 1958 fichó por los Philadelphia Warriors. Allí jugó tres temporadas como suplente, siendo la más destacada la última de ellas, en la que promedió 9,6 puntos y 4,4 rebotes por partido.
Al año siguiente se produjo un Draft de Expansión por la llegada a la liga de un nuevo equipo, los Chicago Packers, siendo uno de los jugadores elegidos. Allí disputó una única temporada, en la que fue el tercer mejor anotador del equipo, por detrás de Walt Bellamy y Slick Leonard, promediando 14,3 puntos y 4,9 rebotes por partido.
A pesar de su buena temporada, antes del comienzo de la siguiente fue despedido, alegando que "no se conocía las jugadas del equipo". Jugó entonces una temporada en los Philadelphia Tapers de la ABL, esperando regresar a la NBA al año siguiente, algo que nunca se produjo. Al no haber podido disputar cinco temporadas en dicha liga, perdió el derecho a la pensión a la hora de dejar el baloncesto, algo que años más tarde denunciaría su hijo en un libro, Basketball Slave, en el cual señala al racismo como la causa de que su padre no le fuera permitido el cobro de dicha pensión.
Jugó posteriormente en los Allentown Jets de la EPBL, donde consiguió tres títulos de liga, además de ser elegido mejor jugador del campeonato en 1964.

## Estadísticas de su carrera en la NBA

### Temporada regular
| Temporada | Edad | Equipo                | Liga | P   | TIT | MIN  | TC  | TCA  | %TC  | 3P | 3PA | %3P | TL  | TLA | %TL  | R.OF. | R.DEF. | REB | ASIS | ROB | TAP | PER | FP  | PTS  |
| 1958-59   | 26   | Philadelphia Warriors | NBA  | 67  |     | 17.3 | 2.6 | 7.0  | .373 |    |     |     | 1.7 | 2.9 | .602 |       |        | 3.2 | 1.3  |     |     |     | 2.6 | 6.9  |
| 1959-60   | 27   | Philadelphia Warriors | NBA  | 75  |     | 18.9 | 3.3 | 8.6  | .378 |    |     |     | 1.7 | 2.8 | .601 |       |        | 3.8 | 2.0  |     |     |     | 2.6 | 8.2  |
| 1960-61   | 28   | Philadelphia Warriors | NBA  | 79  |     | 25.3 | 3.8 | 10.6 | .359 |    |     |     | 2.0 | 3.5 | .571 |       |        | 4.4 | 2.6  |     |     |     | 3.2 | 9.6  |
| 1961-62   | 29   | Chicago Packers       | NBA  | 71  |     | 30.9 | 5.1 | 11.5 | .448 |    |     |     | 4.0 | 6.4 | .628 |       |        | 4.9 | 3.2  |     |     |     | 3.5 | 14.3 |
| Total     |      |                       | NBA  | 292 |     | 23.2 | 3.7 | 9.5  | .392 |    |     |     | 2.3 | 3.9 | .605 |       |        | 4.1 | 2.3  |     |     |     | 3.0 | 9.8  |

### Playoffs
| Temporada | Edad | Equipo                | Liga | P  | MIN | TCA | TC | 3PA | 3P | TLA | TL | R.OF. | REB | ASIS | ROB | TAP | PER | FP | PTS | %TC  | %3P | %FT  | MIN  | PTS | REB | AST |
| 1959-60   | 27   | Philadelphia Warriors | NBA  | 9  | 183 | 28  | 67 |     |    | 24  | 47 |       | 45  | 21   |     |     |     | 26 | 80  | .418 |     | .511 | 20.3 | 8.9 | 5.0 | 2.3 |
| 1960-61   | 28   | Philadelphia Warriors | NBA  | 3  | 50  | 7   | 22 |     |    | 6   | 9  |       | 10  | 1    |     |     |     | 11 | 20  | .318 |     | .667 | 16.7 | 6.7 | 3.3 | 0.3 |
| Total     |      |                       | NBA  | 12 | 233 | 35  | 89 |     |    | 30  | 56 |       | 55  | 22   |     |     |     | 37 | 100 | .393 |     | .536 | 19.4 | 8.3 | 4.6 | 1.8 |